# Rodolfo Tecchi
Rodolfo Alejandro Tecchi (Buenos Aires, 11 de mayo de 1955) es Licenciado en Ciencias Biológicas por la Universidad de Buenos Aires, donde egresó en 1980 y luego se especializó en Ecología Regional, Conservación de la Naturaleza y Gestión de la Ciencia y Tecnología.
Fue rector de la Universidad Nacional de Jujuy (2014 - 2022), presidente del Consejo Interuniversitario Nacional (2017 - 2022), de cuyo organismo fue vicepresidente desde el 2016 hasta 2019.

## Biografía
Tempranamente se incorporó al Movimiento Nacional en los años 70 a través de la Juventud Secundaria Peronista y, a fines de esa década, formó parte del equipo editorial de la revista partidaria Ser Peronista. Afiliado al Partido Justicialista -PJ- y ya como docente universitario fue uno de los fundadores de la agrupación Comunidad Organizada de la Facultad de Ciencias Exactas de la Universidad de Buenos Aires.
Participó de los equipos técnicos partidarios que acompañaron entre 2002 y 2003 la candidatura a Presidente de la Nación de Néstor Carlos Kirchner, en las áreas de educación, ciencia y tecnología.
Fue Congresal Nacional del Partido Justicialista entre 2009 y 2017 por el distrito Jujuy, y Miembro del Consejo Nacional de ese partido político, entre 2017 y 2021, en representación del grupo de rectores y rectoras universitarios que adhieren al justicialismo.

### Labor docente y de investigación
Desde 1978 a 1979 se desempeñó como ayudante de segunda en la cátedra Laboratorio de Invertebrados II y desde 1980 a 1984 como Ayudante de Primera con dedicación de tiempo completo en el Laboratorio de Edafología en la cátedra Edafología de la Facultad de Ciencias Exactas y Naturales, Departamento de Ciencias Biológicas de la Universidad de Buenos Aires. Además, desde 1985 hasta 1987 fue Jefe de Trabajos Prácticos con dedicación de Tiempo Completo en el área Ecología, en las materias Ecología Ambiental y Ecología Regional en la misma casa de estudios.
Trabajó en la Secretaría de Asuntos Académicos donde fue Jefe de Trabajos Prácticos con dedicación de Tiempo Completo en el Proyecto "Ecología y Antropología Integradas" en 1988.
En la Universidad Nacional de Jujuy, trabajó en la Facultad de Humanidades y Ciencias Sociales desde 1987 hasta 1988, como profesor Adjunto en la materia Fundamentos de Ecología del Departamento de Ciencias Sociales y en el Instituto de Biología de la Altura, desde 1988 hasta 2003 como profesor Adjunto. En dicha universidad se desempeña como rector desde el año 2014 y continúa hasta el 2022.

### Participación en proyectos de Investigación y Desarrollo
A lo largo de su desarrollo profesional ha participado en variados proyectos de investigación y desarrollo, en los cuales ocupó cargos de asistente hasta director. Entre ellos se destacan: 
1989-1990. Coordinador del Equipo Argentino. Proyecto: "Ecosistemas terrestres y acuáticos altoandinos" Universidad de Chile/Organización de los Estados Americanos (OEA). Proyecto V.04/ DTO 6038/W. Director: Alberto VELOSO.
1990-1995. Coordinador Equipo científico. Reserva de la Biosfera Laguna de Pozuelos. Programa MAB/UNESCO.
1991-1992. Responsable equipo argentino. Proyecto: "Zonificación del territorio para el establecimiento de una Reserva de la Biosfera". Programa de Cooperación Científica. Ministerio de Educación y Ciencias de España. Responsable español: Antonio CENDRERO.
1996-1998. Responsable equipo argentino. Ministerio de Educación y Ciencias de España. Proyecto: "Evaluación de aptitudes del territorio y diseño de un plan de gestión para la Reserva de la Biosfera Laguna de Pozuelos en el altiplano de Argentina.". Programa de Cooperación Científica. Ministerio de Cultura y Educación de España. Responsable español: Antonio CENDRERO.
1997-2002. Director. Proyecto: "Indicadores de conservación en la Reserva de la Biosfera Laguna de Pozuelos.". Secretaría de Ciencia, Técnica y Estudios Regionales. Universidad Nacional de Jujuy.
2005-2009. Coordinador General. Proyecto. “In situ conservation of native crops and wild relatives in Quebrada de  Humahuaca, Jujuy Province”. PNUD/GEF.

### Antecedentes en la gestión universitaria
En la Facultad de Ciencias Exactas y Naturales de la Universidad de Buenos Aires fue coordinador de Extensión Universitaria en 1985, Secretario Académico en 1986, Subsecretario de Difusión y Prensa en 1986 y 1987, Director del Departamento de Tecnología Educativa en 1987. 
En la Universidad Nacional de Jujuy ocupó diversos cargos como:
- 1990. Miembro por la Universidad Nacional de Jujuy de la Comisión Nacional de Camélidos Sudamericanos de la Secretaría de Agricultura, Ganadería y Pesca de la Nación.
- 1991-1994 / 1998-2000. Miembro del Consejo Directivo Provisorio del Instituto de Biología de la Altura.
- 1991-1994. Miembro del Comité de Medio Ambiente.
- 1991-1994. Representante ante el Convenio "Plan Camélidos" (Universidad Nacional de Jujuy, Universidad Católica de Córdoba, Consejo Federal de Inversiones, Provincia de Jujuy).
- 1994-1995. Presidente alterno del Consejo de Investigaciones.
- 1995. Coordinador de la Comisión Asesora del Fondo para el Mejoramiento de la Calidad Universitaria (FOMEC).
- 2000. (junio). Director a cargo del Instituto de Biología de la Altura.[6]
- 2000. Evaluador de Informes de Avance y Finales de Becas de Grado y Posgrado.
- 1998-2000 y 2000-2002. Miembro del Directorio de la Corporación para el Desarrollo de la Cuenca de Pozuelos (CO.DE.PO.) en representación de la UNJu
- 2014-2022. Rector.[9][10]

En la Red Zicosur Universitaria fue Vicepresidente (2015-2016) y Presidente (2017-2018).
En el CIN fue Vicepresidente de la Comisión de Vinculación Tecnológica en 2015, Vicepresidente del CIN en el período 2016 hasta 2020, Vicepresidente de la Comisión de Ciencia, Tecnología, y Artes en 2019 y Presidente desde 2017 y continúa.

### Funcionario público
Se ha desempeñado en diversos cargos como funcionario público. Entre los años 1989 y 2005 fue representante provincial en el Consejo Regional de Ciencia y Tecnología de la Secretaría de Ciencia y Tecnología de la Nación de forma intermitente. Fue Consultor del Programa de Expansión y Mejoramiento de la Educación Técnico-Agropecuaria (EMETA) desde 1990 a 1992.
En los años comprendidos entre 2011 y 2014 fue Ministro de Educación, Ciencia y Tecnología de Jujuy.
En la Cámara de Diputados de la Nación fue Asesor honorario en diversas oportunidades.
En el Ministerio de Cultura y Educación de la Nación trabajó en la Secretaría de Políticas Universitarias como Asesor de Gabinete de la Subsecretaría de Programación y Evaluación  Universitaria entre 1993 y 1995, fue Consultor del Programa de Vinculación Tecnológica en las Universidades. Dirección Nacional de Programación y Evaluación Universitaria entre 1996 y 1997 y Asesor de la Secretaría de Políticas Universitarias entre 1998 y 1999. 
En la Secretaría de Ciencia y Tecnología de la Nación fue Consultor en el Programa de Vinculación Tecnológica de la Agencia Nacional de Promoción Científica y Tecnológica en 1998.
En el Ministerio de Educación, Ciencia y Tecnología de la Nación trabajó en la Secretaría de Políticas Universitarias y en la Secretaría de Ciencia y Tecnología e Innovación Productiva. Entre 2002 y 2010 fue Miembro del Directorio (ad-honorem) en la Agencia Nacional de Promoción Científica y Tecnológica.
En el Ministerio de Ciencia, Tecnología e innovación Productiva formó parte de la Comisión Nacional de Categorizaciones en el Programa de Incentivos a los Docentes Investigadores durante 2008-2017.
Trabajó como coordinador en la Comisión Asesora sobre Biodiversidad y Sustentabilidad entre 2009 y 2011.

## Publicaciones
- 1983. Tecchi,R. Contenido de silicofitolitos en suelos del sector sudoriental de la Pampa Ondulada. Cienc. del Suelo 1(1):76-82.[16]
- 1988. Tecchi,R.;M.Rabey;R.Rotondaro;M.Bianchini. Asentamiento agrícola en el límite superior del cultivo en los Andes Centrales Argentinos. Comechingonia, 6:21-28.
- 1990. Tecchi,R.; M.Castañera; J.García Fernández; D.Gonzalez; V.Mascitti; R.Rotondaro. Laguna de Pozuelos: una Reserva de la Biosfera en el Sur de los Andes Centrales. Ambiente 49:4-8.
- 1991. Tecchi,R. Los ecosistemas puna y suni en la cuenca de la Laguna de Pozuelos. En: Reserva de la Biosfera Laguna de Pozuelos: un ecosistema pastoril en el Sur de los Andes Centrales. García Fernández y Tecchi(comps.)UNESCO. Montevideo. pp 9-22.
- 1991. Gonzalez,D.;J.García Fernández;R.Rotondaro;R.Tecchi. Reserva de la Biosfera Laguna de Pozuelos: conservación y desarrollo. En: Reserva de la Biosfera Laguna de Pozuelos: un ecosistema pastoril en el Sur de los Andes Centrales. García Fernández y Tecchi(comps.)UNESCO. Montevideo. pp 9-22.
- 1993. Cendrero,A.;J.R.Diaz de Terán;D.Gonzalez;V.Mascitti; R.Rotondaro;R.Tecchi. Environmental diagnosis for planning and management in the High Andean Region: the Biosphere Reserve of Pozuelos,Argentine. Environm.Manag. 17 (5):683-703.[17]
- 1995. Bonaventura,S.M.; R.Tecchi; D.Vignale. The vegetation of the Puna Belt at Laguna de Pozuelos Biosphere Reserve in northwest Argentina. Vegetatio,119:23-31.
- 1998. Bonavenrtura,S.M.; R.Tecchi; V.Cueto; M.I. Sanchez Lopez. Patrón de uso de habitat en roedores cricétidos en la Reserva de la Biosfera Laguna de Pozuelos. En: Bases para el manejo de la puna y cordillera oriental.El rol de las Reservas de la Biosfera. Cajal,García Fernández y Tecchi (eds.). pp.135-145. UNESCO. Montevideo.[18]
- 1998. Tecchi,R.; J.García Fernández La frontera agropecuaria en un humedal del altiplano argentino. En: Bases para el manejo de la puna y cordillera oriental.El rol de las Reservas de la Biosfera. Cajal,García Fernández y Tecchi (eds.). pp.259-270. UNESCO. Montevideo.
- 1998. Cajal,J.; J.García Fernández; R.Tecchi. La conservación de los camélidos silvestres en la puna y cordillera frontal.I.Situación de la vicuña en la región. Pautas para su manejo. En: Bases para el manejo de la puna y cordillera oriental.El rol de las Reservas de la Biosfera. Cajal,García Fernández y Tecchi (eds.). pp.273-293. UNESCO. Montevideo.[19]
- 1998. Bonaventura,S.M.; R.Tecchi; D.Vignale. La vegetación en la Reserva de la Biosfera Laguna de Pozuelos. En: Bases para el manejo de la puna y cordillera oriental. El rol de las Reservas de la Biosfera. Cajal,García Fernández y Tecchi (eds.). pp.45-61. UNESCO. Montevideo.[20]
- 2007. Cajal, J.; M. Choque Vilca; R. Tecchi. Productores orientados a la conservación en la Quebrada de Humahuaca, valles de altura y puna. PNUD ARG o5/g42. Jujuy. 44pp.[21]
- 2020. La Universidad Nacional de Jujuy: acerca de la pandemia y la formación remota. En: Reflexiones y acciones del sistema universitario argentino ante la pandemia. Pp. 397-402. Eudeba. Buenos Aires.[22]